# Универзална јурисдикција
Универзална јурисдикција је назив који се у међународном кривичном праву употребљава за појаву која се огледа у томе да одређене земље прописују проширење примене сопственог кривичног права на основу универзалног принципа. То проширење се огледа у томе да те земље не захтевају ни да се учинилац међународног кривичног дела налази на њиховој територији. Ово значи да судови у тим земљама могу применити национално кривично право на учиниоца - странца који је учинио кривично дело у иностранству, против странца или стране државе, и не налази се на територији државе у којој му се суди. Ово је заправо супститут међународном кривичном законодавству.
Земље које су предвиђале безусловну примену овог принципа биле су Белгија и Шпанија, с тим да је Белгија одустала од овог принципа 2004. године. Као слични примери наводе се Немачка (где је примена ових одредаба релативизована процесним одредбама, а и првобитно је била прописана за мали број дела), Израел у случају Ајхман (што је ипак изолован случај са посебном историјском позадином) и случај САД у поступцима за накнаду штете (што је опет ограничен број дела).
Потреба за универзалном јурисдикцијом требало би да нестане услед рада Међународног кривичног суда.
Треба имати у виду чињеницу да један број земаља, пре свега САД због своје експанзионистичке политике, не прихвата надлежност МКС уз образложење да би њихови држављани били изложени прогону и дискриминацији.